# بنية تسويقية
البنية التسويقية هي كلمة مزدوجة تتكون من الكلمتين تسويق وبنية. وينطبق هذا المصطلح على أي شكل من أشكال البنية الإلكترونية يُعتقد أنه معد فحسب للأغراض التسويقية. ويمكن أن يستخدمه البائع للترويج لنفسه وإمكانياته الهائلة مع تغطية نقاط ضعفه.
على سبيل المثال، يمكن للبعض القول بأن تجديد شركة إنفيديا لنظام ثري دي إف إكس الخاص بتنفيذ واجهةٍ SLI ما هو في الحقيقة إلا «عمارة تسويقية» إذ تم تنفيذها فحسب لمنافسة سلسلة بطاقات X8XX التي تنتجها شركة إي تي آي و«كمسار متطور» ومعزز للوحاتها الأم، الأمر الذي يعزز من إنتاجها بشكل مباشر.
ومثال آخر على ذلك يتمثل في نظام بنتيوم 4 الخاص بشركة إنتل. وقد كان من المعتقد أن اعتماد سلسلة المعالجات على سرعات نقل عالية ما هو إلا محاولة مدروسة لتبدو وكأنها أسرع للمستهلك غير المطلع بهذه النظم من أكبر منافسيها وهي سلسلة معالجات إيه إم دي أثلون الأبطأ. واستجابت معالجات إيه إم دي مؤخرًا إلى هذا الأمر باستخدام حملة تسويقية لإنهاء «أسطورة الميجا هيرتز» وتبنت خطة للإشارة إلى الأداء النسبي لمعالجاتها بحيث تغاضت عن سرعة النقل.
للحصول على معلومات أكثر تفصيلاً عن مصطلح «البنية التسويقية»، انظر هذا المقال (تم تحديثه في 30 يونيو 2003).
ويستخدم مصطلح «البنية التسويقية» بشكلٍ آخر فيما يتعلق بالوصف التجريدي للنظام المعقد، مثل نظام البرامج الموزعة، بغرض المناقشة والتحليل. وكما يشير إيان جورتون في كتابه، بنية البرامج الأساسية، الصفحة 6،
[البنية التسويقية] هي صفحة واحدة، وهي في العادة تصوير غير رسمي لبنية النظام وتفاعلاته. وتوضح المكونات الأساسية وعلاقاتها ببعضها البعض، ويحتوي على القليل من الملصقات المنتقاة بعناية ومربعات الحوار التي تجسد فلسفات التصميم المجسدة في البنية. البنية التسويقية هي آلية رائعة تهدف إلى تيسير مناقشة حملة الأسهم خلال عمليات التصميم والبناء والمراجعة وبالطبع خلال عملية البيع. وجديرٌ بالذكر أنه من اليسير استيعابه وشرحه، فهو يعمل كنقطة بداية لتحليل أعمق.

## وصلات خارجية
- Marketecture definition from Word Spy
- Software Architecture: The Difference between Marketecture and Tarchitecture (sample chapter) from Beyond Software Architecture: Creating and Sustaining Winning Solutions (ISBN 978-0-201-77594-5) by Luke Hohmann
- Essential Software Architecture (ISBN 3-540-28713-2) by Ian Gorton
- Dilbert cartoon from March 2, 2009 has "marketecture" as central topic